# Đồ Môn, Diên Biên
Đồ Môn (tiếng Trung: 图们市, Hán Việt: Đồ Môn thị) là một huyện cấp thị (thành phố cấp huyện) trực thuộc châu tự trị Diên Biên, phía đông tỉnh Cát Lâm, Trung Quốc, nằm ven biên giới Trung-Triều. Thành phố Đồ Môn được chia ra 3 nhai đạo, 4 trấn, 1 hương.
Thành phố Đồ Môn có diện tích 1142,3 km2, dân số là 136,600 người. Trong đó số người Triều Tiên là 78.000, chiếm 57% dân số thành phố này.
Thành phố Đồ Môn được ngăn cách với huyện Onsong của tỉnh Hamgyong Bắc thuộc Bắc Triều Tiên qua sông Đồ Môn. Do sự gần kề này, nhiều người Bắc Triều Tiên đào thoát khỏi đất nước của họ đi qua Đồ Môn. Do đó nơi đây cũng là địa điểm của một nhà tù lớn để tạm giam những người Triều Tiên đào tẩu bị chính quyền Trung Quốc bắt được và đang chờ trục xuất. Đồ Môn có hai thị trường thực phẩm chính là chợ Nam và chợ Bắc, những nơi mà hầu hết cư dân thành phố mua thực phẩm cho họ. Thực phẩm đóng gói và thịt thường được bán bên trong chợ, và rau được bán bên ngoài. Có sáu trường tiểu học, với ba trường Triều Tiên và ba trường Trung Quốc.

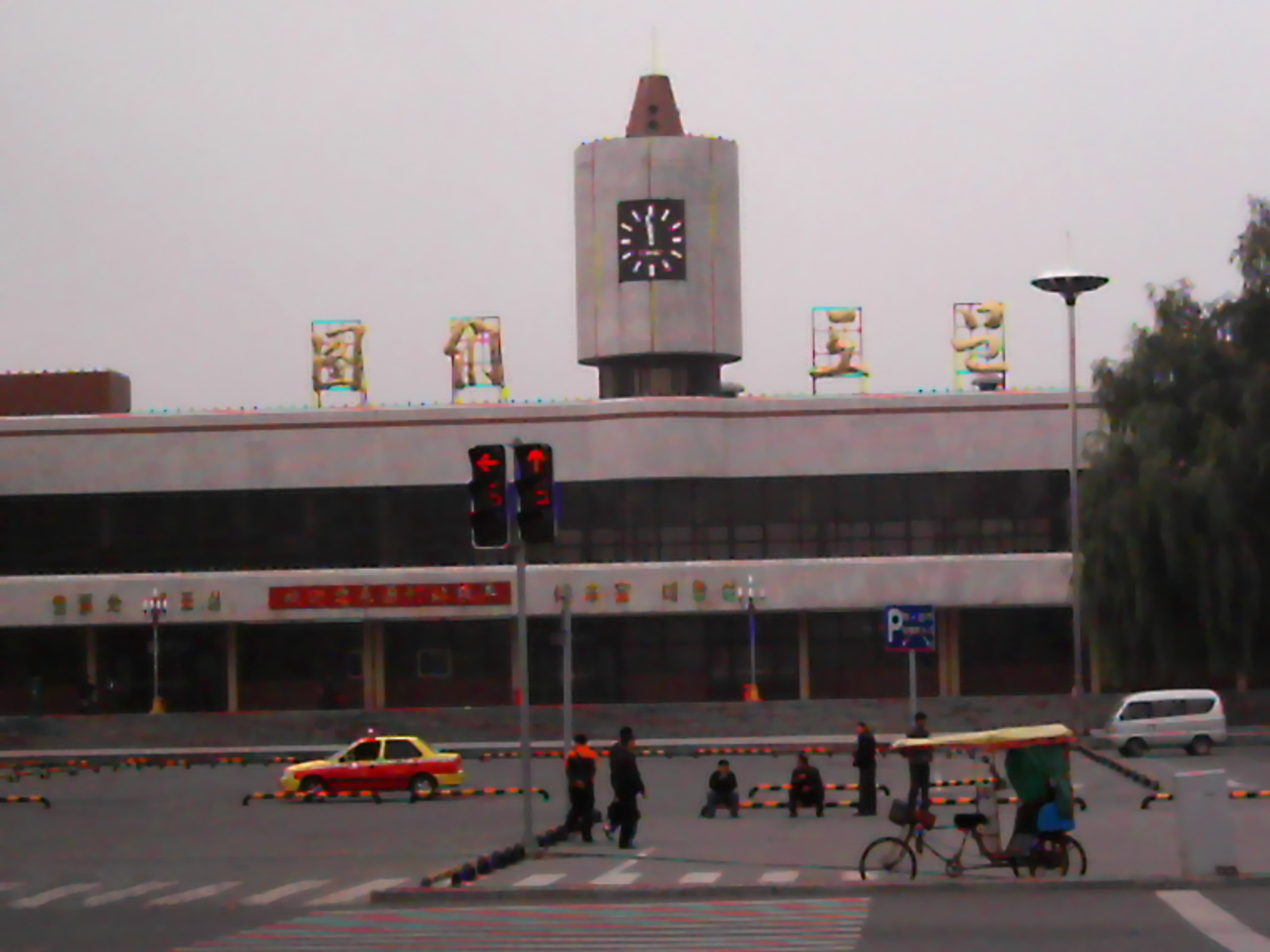
Ga đường sắt Đồ Môn

Một lối đi dạo ven sông Đồ Môn trong thành phố có các nhà hàng nơi thực khách có thể nhìn qua lãnh thổ Bắc Triều Tiên từ bên kia bờ sông.

## Khí hậu
| Dữ liệu khí hậu của Tumen                | Dữ liệu khí hậu của Tumen | Dữ liệu khí hậu của Tumen | Dữ liệu khí hậu của Tumen | Dữ liệu khí hậu của Tumen | Dữ liệu khí hậu của Tumen | Dữ liệu khí hậu của Tumen | Dữ liệu khí hậu của Tumen | Dữ liệu khí hậu của Tumen | Dữ liệu khí hậu của Tumen | Dữ liệu khí hậu của Tumen | Dữ liệu khí hậu của Tumen | Dữ liệu khí hậu của Tumen | Dữ liệu khí hậu của Tumen |
| Tháng                                    | 1                         | 2                         | 3                         | 4                         | 5                         | 6                         | 7                         | 8                         | 9                         | 10                        | 11                        | 12                        | Năm                       |
| ---------------------------------------- | ------------------------- | ------------------------- | ------------------------- | ------------------------- | ------------------------- | ------------------------- | ------------------------- | ------------------------- | ------------------------- | ------------------------- | ------------------------- | ------------------------- | ------------------------- |
| Cao kỉ lục °C (°F)                       | 8.7 (47.7)                | 11.3 (52.3)               | 20.8 (69.4)               | 33.3 (91.9)               | 33.7 (92.7)               | 37.4 (99.3)               | 37.7 (99.9)               | 36.5 (97.7)               | 32.2 (90.0)               | 27.4 (81.3)               | 19.3 (66.7)               | 10.1 (50.2)               | 37.7 (99.9)               |
| Trung bình ngày tối đa °C (°F)           | −6.3 (20.7)               | −1.4 (29.5)               | 5.3 (41.5)                | 14.6 (58.3)               | 20.2 (68.4)               | 23.2 (73.8)               | 25.5 (77.9)               | 26.5 (79.7)               | 22.2 (72.0)               | 14.9 (58.8)               | 4.1 (39.4)                | −4.1 (24.6)               | 12.1 (53.7)               |
| Trung bình ngày °C (°F)                  | −12.0 (10.4)              | −7.5 (18.5)               | −0.6 (30.9)               | 7.8 (46.0)                | 13.3 (55.9)               | 17.3 (63.1)               | 20.7 (69.3)               | 21.4 (70.5)               | 15.6 (60.1)               | 8.2 (46.8)                | −1.6 (29.1)               | −9.4 (15.1)               | 6.1 (43.0)                |
| Tối thiểu trung bình ngày °C (°F)        | −16.9 (1.6)               | −13.0 (8.6)               | −6.3 (20.7)               | 1.5 (34.7)                | 7.5 (45.5)                | 12.9 (55.2)               | 17.1 (62.8)               | 17.7 (63.9)               | 10.5 (50.9)               | 2.3 (36.1)                | −6.4 (20.5)               | −13.9 (7.0)               | 1.1 (34.0)                |
| Thấp kỉ lục °C (°F)                      | −29.2 (−20.6)             | −26.7 (−16.1)             | −20.3 (−4.5)              | −9.1 (15.6)               | −1.3 (29.7)               | 5.7 (42.3)                | 10.0 (50.0)               | 7.1 (44.8)                | −1.1 (30.0)               | −11.5 (11.3)              | −20.2 (−4.4)              | −26.2 (−15.2)             | −29.2 (−20.6)             |
| Lượng Giáng thủy trung bình mm (inches)  | 6.9 (0.27)                | 7.1 (0.28)                | 11.8 (0.46)               | 35.1 (1.38)               | 61.9 (2.44)               | 88.7 (3.49)               | 126.3 (4.97)              | 110.5 (4.35)              | 64.1 (2.52)               | 28.9 (1.14)               | 13.7 (0.54)               | 8.1 (0.32)                | 563.1 (22.16)             |
| Số ngày giáng thủy trung bình (≥ 0.1 mm) | 2.8                       | 3.3                       | 5.6                       | 8.5                       | 13.9                      | 14.2                      | 14.4                      | 14.1                      | 9.4                       | 6.5                       | 6.1                       | 4.4                       | 103.2                     |
| Số ngày tuyết rơi trung bình             | 4.2                       | 4.9                       | 6.4                       | 2.6                       | 0.1                       | 0                         | 0                         | 0                         | 0                         | 1.1                       | 5.7                       | 5.8                       | 30.8                      |
| Độ ẩm tương đối trung bình (%)           | 55                        | 52                        | 52                        | 54                        | 64                        | 77                        | 83                        | 82                        | 76                        | 62                        | 57                        | 58                        | 64                        |
| Số giờ nắng trung bình tháng             | 193.3                     | 200.0                     | 228.6                     | 213.9                     | 212.0                     | 186.9                     | 163.4                     | 172.7                     | 202.4                     | 202.0                     | 166.1                     | 171.3                     | 2.312,6                   |
| Phần trăm nắng có thể                    | 66                        | 67                        | 62                        | 53                        | 47                        | 41                        | 35                        | 40                        | 55                        | 60                        | 57                        | 61                        | 54                        |
| Nguồn:                                   |                           |                           |                           |                           |                           |                           |                           |                           |                           |                           |                           |                           |                           |